# No Cigar
No Cigar – EP szwedzkiego punkrockowego zespołu Millencolin. Tytułowy utwór pochodzi z albumu Pennybridge Pioneers. Piosenka była również dostępna w grze wideo Tony Hawk’s Pro Skater 2 oraz w jej odnowionych odsłonach Tony Hawk’s Pro Skater HD i Tony Hawk’s Pro Skater 1 + 2.
W Stanach Zjednoczonych No Cigar zostało wydane jako EP z ośmioma utworami, składając się z tytułowej piosenki No Cigar oraz piosenek z dwóch poprzednich singli: Penguins & Polarbears i Fox. Australijskie wydanie zostało wydane jako singel, zawierając trzy utwory z EP Millencolin/Midtown Split oraz 4 dodatkowe utwory wideo.

## Lista utworów

### Wydanie amerykańskie
1. "No Cigar" – 2:34
2. "Penguins & Polarbears" – 2:53
3. "Queen’s Gambit" – 2:39
4. "Dinner Dog" – 1:45
5. "Fox" – 2:02
6. "Kemp" – 3:14
7. "Penguins & Polarbears" (Live) – 3:08
8. "No Cigar" (Live) – 2:38

### Wydanie australijskie
1. "No Cigar"
2. "Black Eye"
3. "Buzzer" (wersja rozszerzona)
4. "Fox" (teledysk)
5. "Penguins & Polarbears" (teledysk)
6. "Pepper" (wideo z Independiente Festival w Bolonii)
7. "Olympic" (wideo z Independiente Festival w Bolonii)

## Cover Mikeya Hawdona i Tony’ego Hawka
We wrześniu 2021 Nikola Sarcevic, Tony Hawk i Steve Caballero wraz z Mikeyem Hawdonem nagrali cover piosenki "No Cigar". Głównym wokalistą w tej wersji był Tony Hawk. W utworze zagrali Mikey Hawdon z zespołu Fairmounts na gitarze i Darrin Pfeiffer z zespołu Goldfinger na perkusji. Teledysk został nagrany przez Crusty Media, a piosenka została zmiksowana i zmasterowana przez Steve’a Rizuna w Drive Studios.